# 原釜尾浜海水浴場

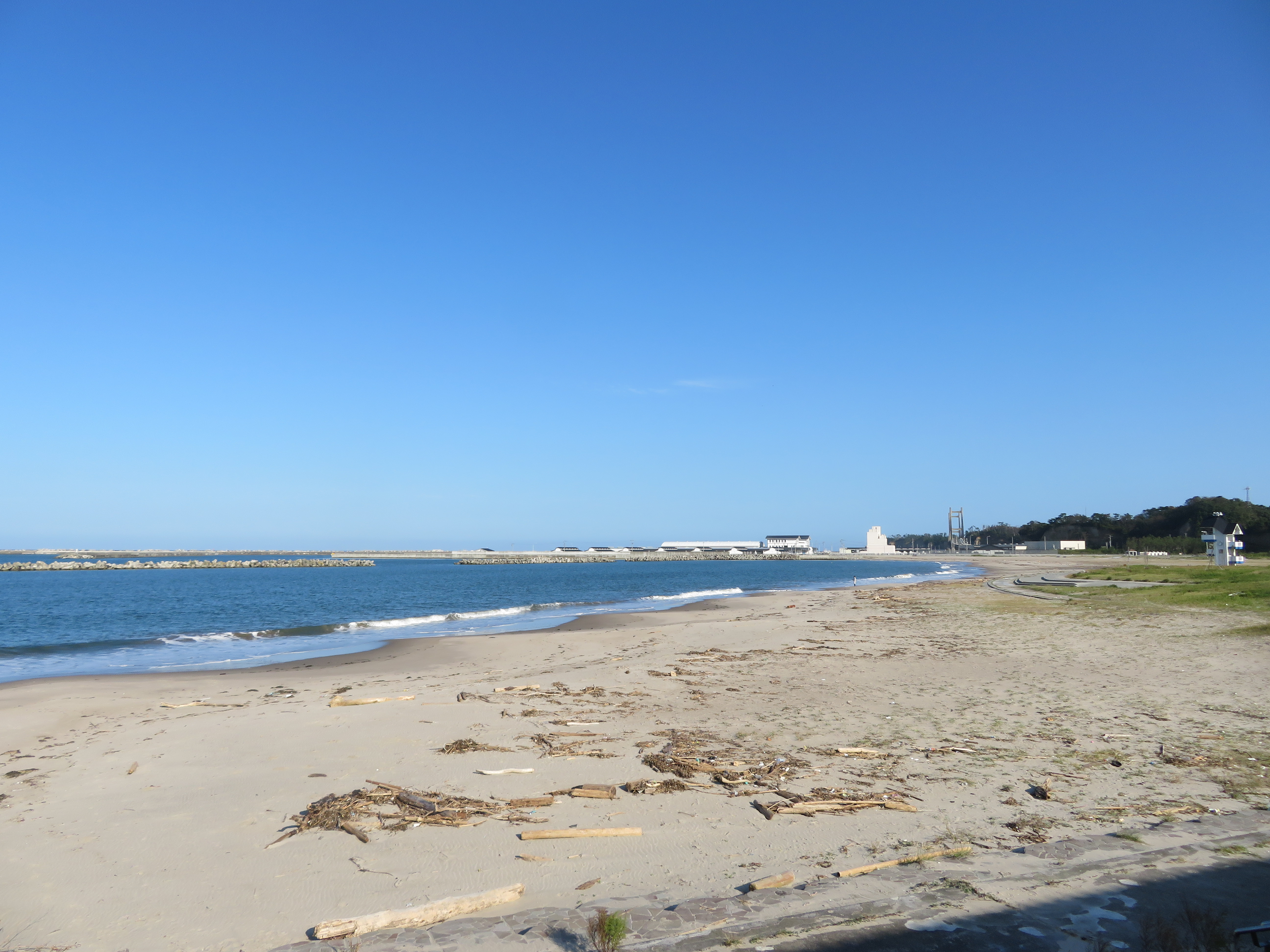
原釜尾浜海水浴場

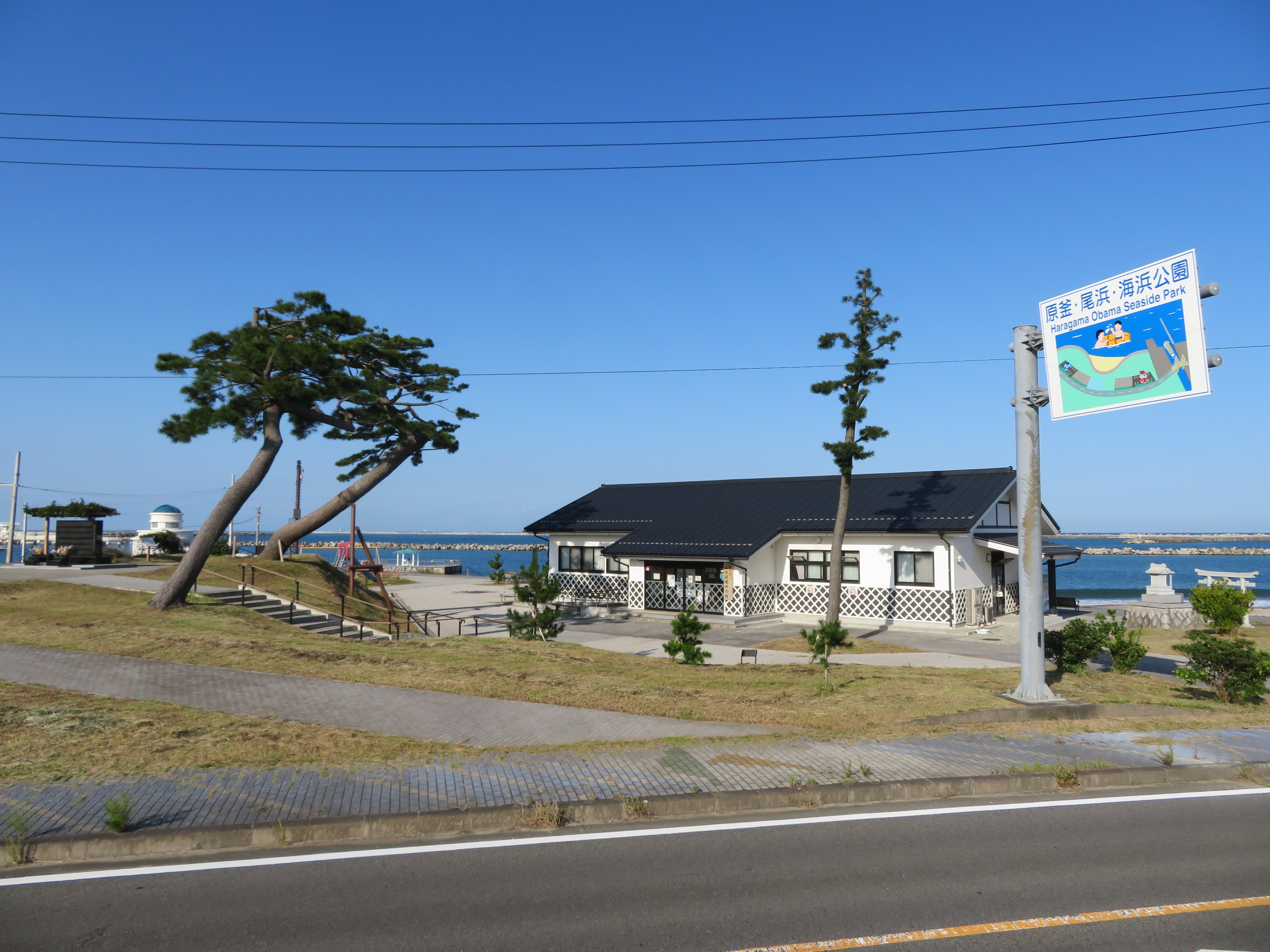
原釜尾浜海浜公園

原釜尾浜海水浴場（はらがまおばまかいすいよくじょう）は、福島県相馬市にある太平洋に面する海水浴場である。

## 概要
原釜尾浜は相馬港の南側、松川浦新漁港との間にある砂浜である。原釜は江戸時代には太平洋岸航路の港町として栄えたが、相馬港と松川浦新漁港の整備で埋立地のかなり奥になってしまったため人工海浜として改めて整備された。
平成13年環境省選定「日本の水浴場88選」に選ばれた、比較的波の穏やかな海水浴場で、周辺には松川浦県立自然公園や松川浦大橋などがある。
東日本大震災による津波で被災していたが、2018年7月21日、8年ぶりに再開した。

## イベント
- そうま浜まつり

## アクセス
- 国道6号
- 常磐道・東北中央道相馬ICから車で約18分。